# 科斯塔坎火山
科斯塔坎火山是俄羅斯的火山，位於堪察加半島南部，海拔高度1,150米，最近一次火山噴發在1350年左右發生，山體由玄武岩組成，該火山估計在更新世後期至全新世形成。